# Keil (Technik)

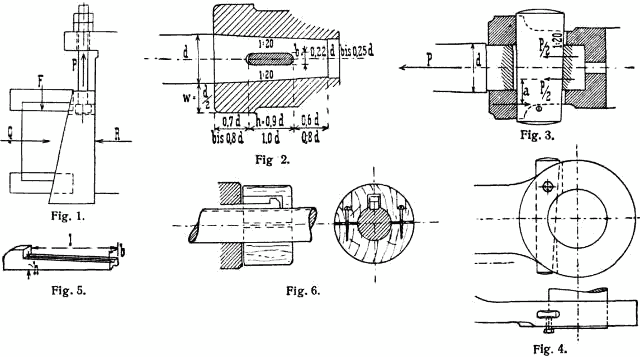
Historische Keilverbindungen

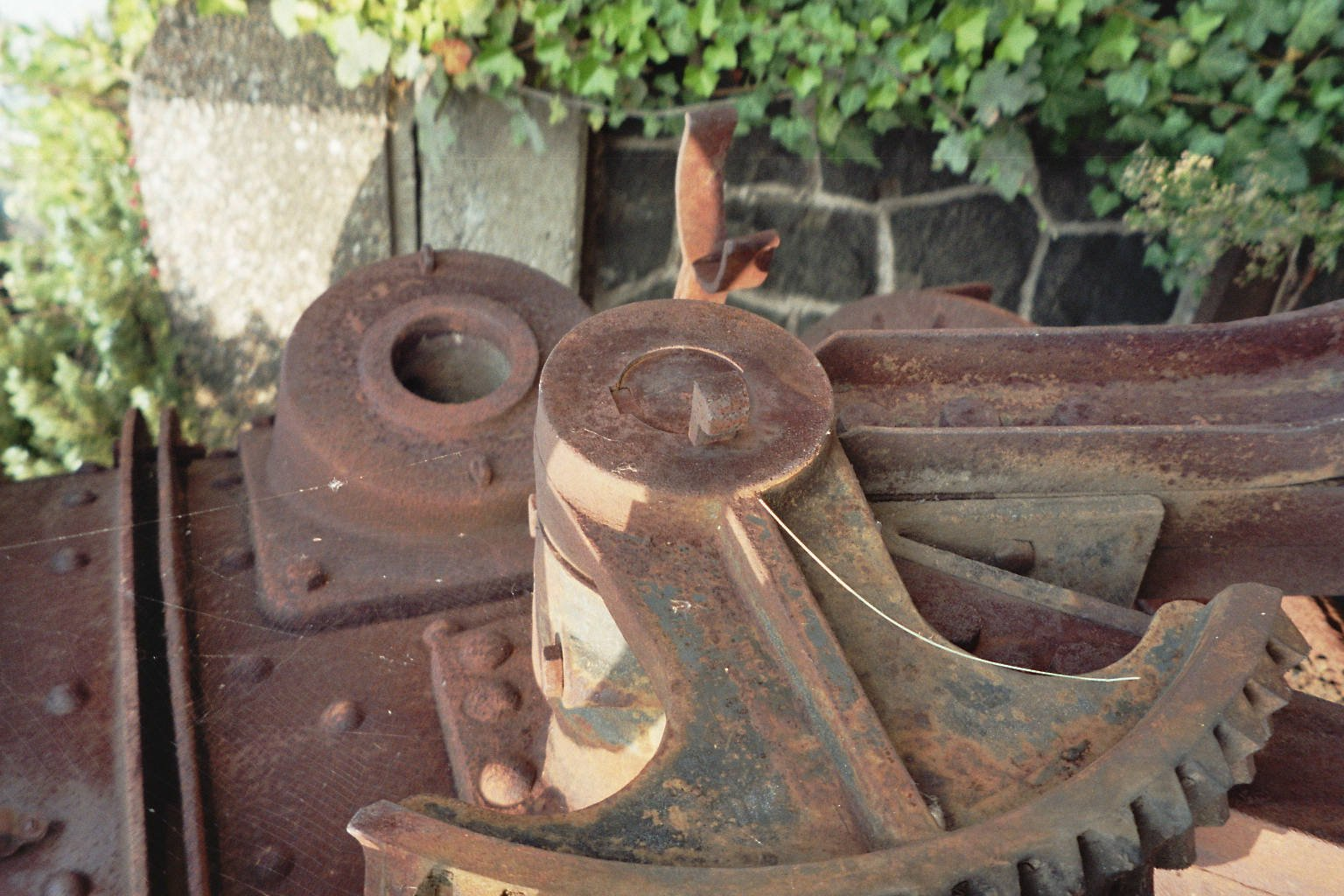
Ein Nasenkeil am Zapfen und Segmentzahnrad eines Gießereiofens

Der Keil im Sinne dieses Artikels dient der Verbindung zweier Teile. Es handelt sich um ein Maschinenelement aus Stahl oder im Tischlerhandwerk um einen Holzkeil.

## Maschinenelement
Das Maschinenelement Keil dient als Welle-Nabe-Verbindung. Der Keil ähnelt einer Passfeder, ist jedoch mit einem Winkel von 34' angeschrägt (entspricht einem Tangens von 1:100) und wird mit dem Hammer in die zugehörige Nut eingetrieben. Im Gegensatz zur Passfeder, bei der die Kraftübertragung zwischen Welle und Nabe durch Formschluss erfolgt, tritt bei einer Keilverbindung Kraftschluss auf seinen angeschrägten Flächen in radialer Richtung auf. Eine spezielle Form ist der Nasenkeil, der an einem Ende eine Nase hat, um ihn leichter mit einem Keilzieher lösen zu können. Eine weitere Bauform ist der Hohlkeil, der ohne Nut in der Welle auskommt.
Der Einlegekeil wird in die Welle eingelegt, bevor die zugehörige Nabe aufgezogen wird.
Der Nachteil der Keilverbindung von Wellen ist, dass kein exakter Rundlauf von Welle und Nabe erreicht werden kann. In axialer Richtung lässt sich die Nabe nur mit einer durchgehenden Nut an einer exakten Stelle auf der Welle fixieren. Die Keilverbindung wird nur bei Verbindungen verwendet, bei denen keine hohe Genauigkeit notwendig ist, und bei langsam laufenden Wellen unter etwa 1200/min. Von Vorteil ist, dass keine weitere axiale Sicherung der Nabe auf der Welle erforderlich ist.
Als Werkstoff für Keile wird meist C45K verwendet, die Fertigung erfolgt nach DIN 6880.

### Anwendungsbereiche
Keilverbindungen werden hauptsächlich in folgenden Bereichen eingesetzt:
- Landmaschinen
- Baumaschinen
- Förderanlagenbau

Keile besitzen ein ungünstiges Belastungsprofil, da es nur zwei Berührungsflächen zwischen Welle und Nabe gibt: die erste beim Einsatzpunkt des Keiles und die zweite an der gegenüberliegenden Stelle der Welle. Werden zwei um 120° versetzt angeordnete Keile eingesetzt, ergeben sich drei Berührpunkte von Welle und Nabe. Dadurch ist die Verbindung für Wechsel- und Stoßbeanspruchung besser geeignet.
Eine veraltete Anwendung sind radiale Keile, beispielsweise zur Befestigung der Tretkurbel auf der Tretlagerwelle bei Fahrrädern (siehe Keilbefestigung). 

### Auslegung
Die Auslegung einer Keilverbindung erfolgt über die zulässige Flächenpressung an den Flanken, da eine exakte Berechnung aufgrund der unbekannten tatsächlich wirkenden Eintreibkräfte nicht möglich ist. Daher wird diese Vorspannung in der weiteren Berechnung vernachlässigt, und man greift für die zulässigen Flächenpressungswerte auf Erfahrungswerte zurück.
Die tatsächlich wirkende Flächenpressung beträgt:
{\displaystyle p={F_{u} \over {t_{2}l_{t}i}}} Flächenpressung an den Flanken in {\displaystyle N \over {mm^{2}}}
mit

- {\displaystyle F_{u}} – Umfangskraft an der Welle, welche sich aus dem zu übertragenenden Drehmoment ergibt
- {\displaystyle {t_{2}}} – Nabennuttiefe
- {\displaystyle l_{t}} – tragende Keillänge
- {\displaystyle i} – Anzahl der am Umfang angeordneten Keile

## Holzverbindungen
Neben den unten abgebildeten Längsverbindungen sind früher vor allem Zapfenverbindungen mit Keil üblich gewesen, siehe Zapfen_mit_Keil

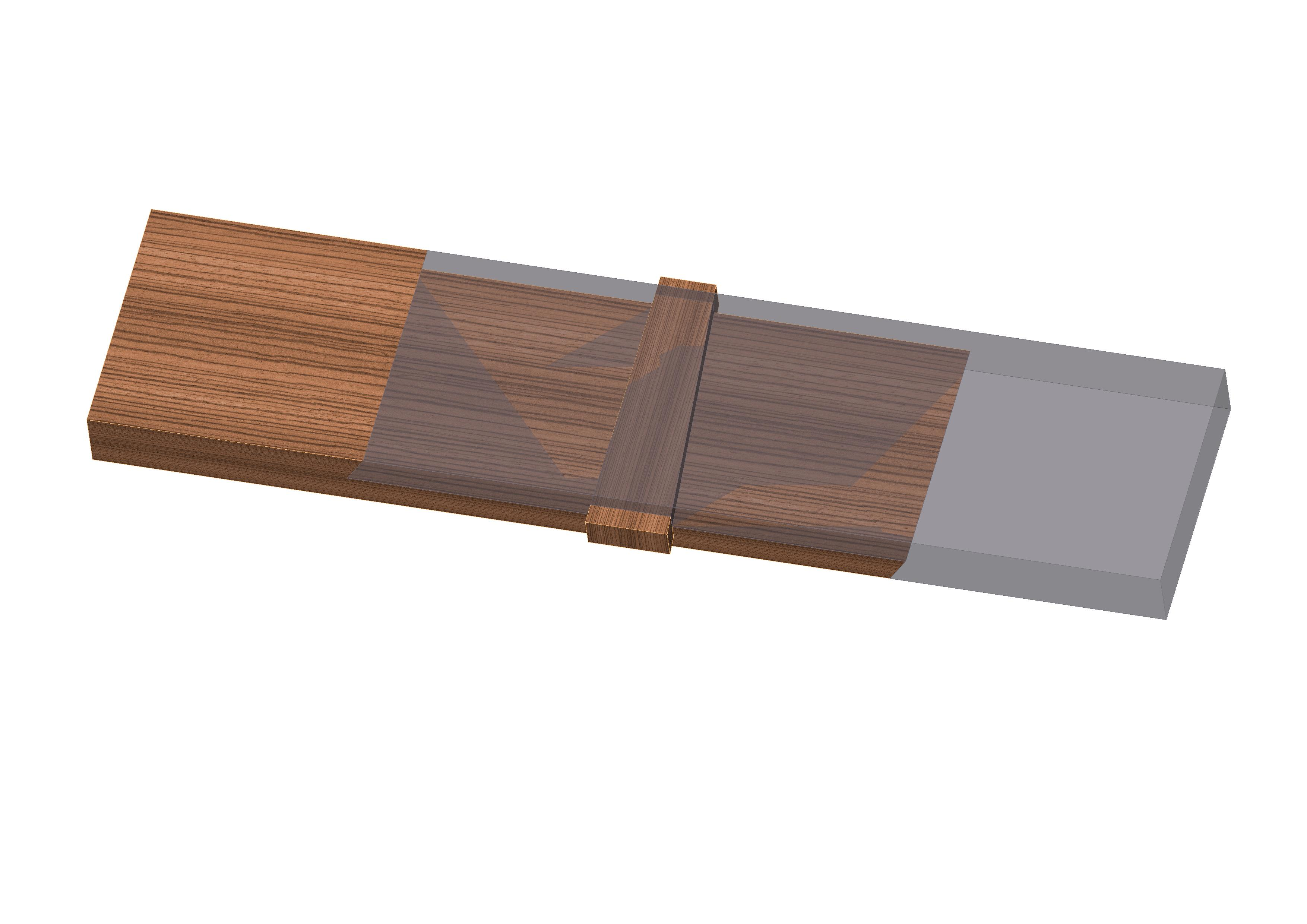
Holzverbindung (Längsverbindung) mit Deutschem Keil
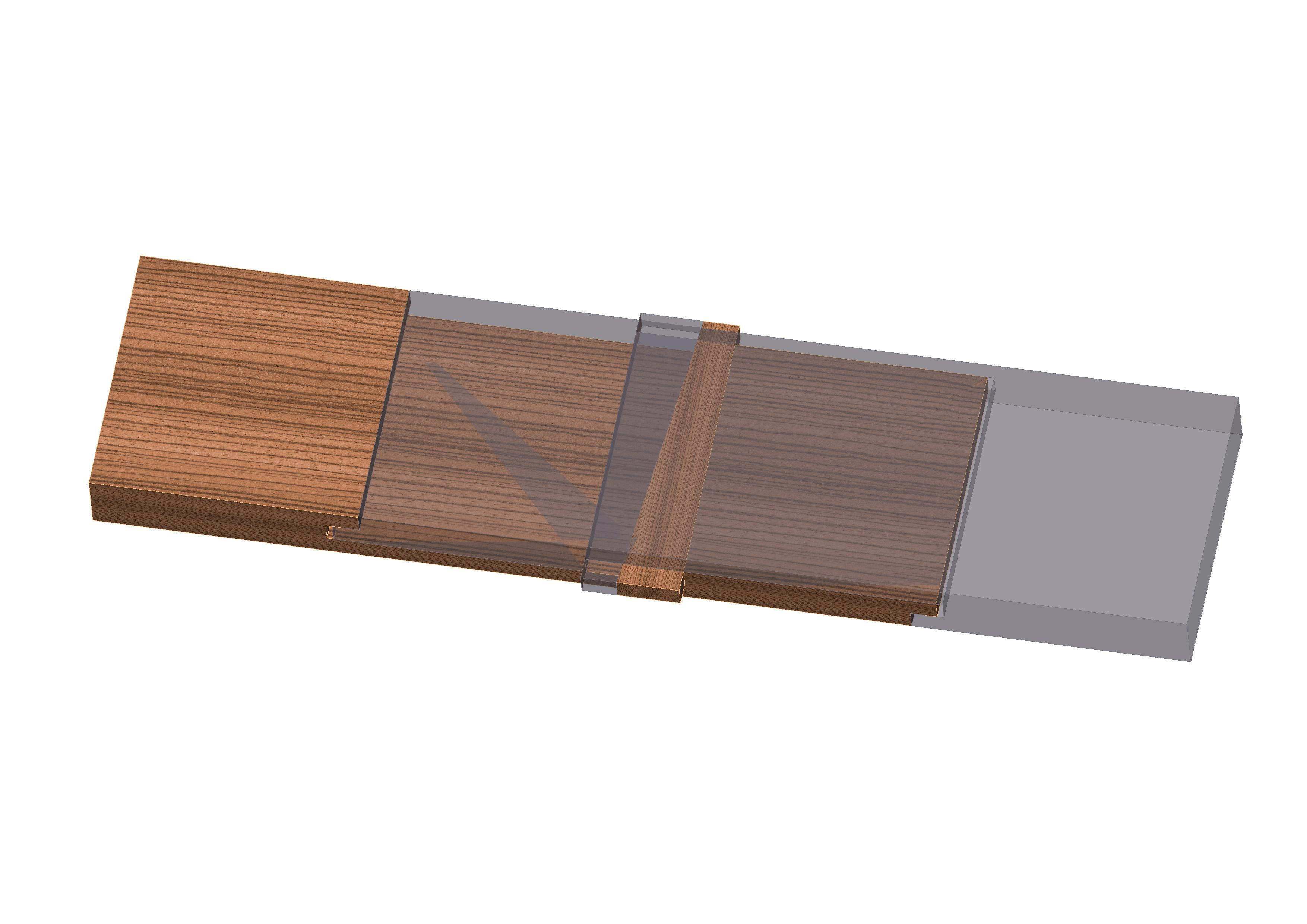
Längsverbindung mit Französischem Keil
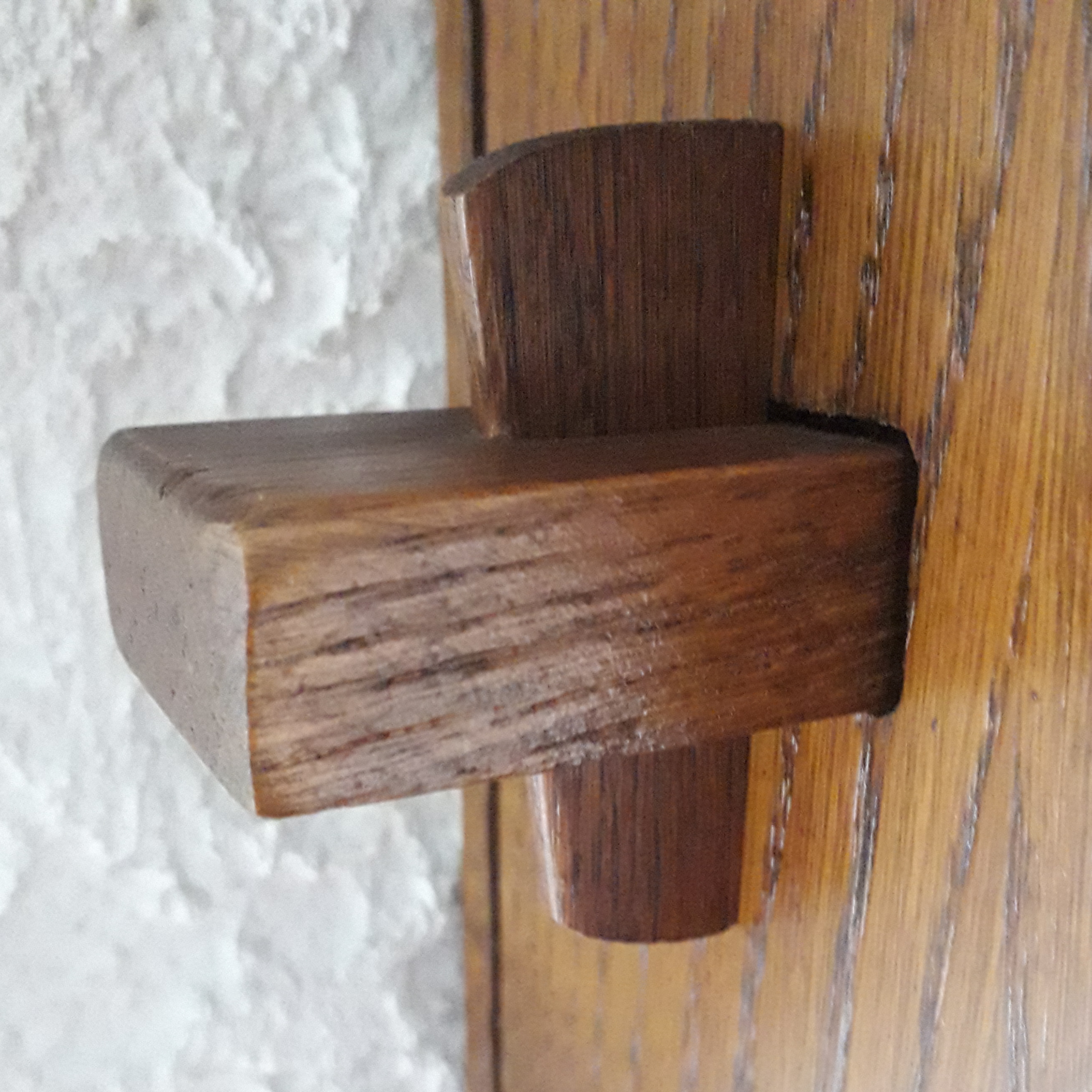
Zapfenschloss